# Альбрехт, Ахим
Ахим Альбрехт (англ. Achim Albrecht; род. 2 июля 1961 года, ФРГ) — профессиональный культурист.

## История выступлений
- Соревнование	Место
- Ночь чемпионов 1996	10
- Торонто/Монреаль Про 1996	4
- Мистер Олимпия 1995	отказ
- Хьюстон Про 1995	3
- Ниагара Фаллз Про 1995	3
- Арнольд Классик 1994	8
- Мистер Олимпия 1994	17
- Сан-Франциско Про 1994	5
- Сан-Хосе Про 1994	5
- Гран При Германия 1993	7
- Сан-Франциско Про 1993	4
- Арнольд Классик 1993	10
- Гран При Франция 1993	5
- Сан-Хосе Про 1993	4
- Арнольд Классик 1992	4
- Мистер Олимпия 1991	9
- Чемпионат Мира любительский 1990	1 в категории Тяжелый вес

## Ахим Альбрехт в статьях и книгах
- Формула массы
- Ярость повторов